# Мегапенф (сын Прета)
Мегапенф (др.-греч. Μεγαπένθης). Персонаж древнегреческой мифологии. Сын Прета и Сфенебеи. Царь Аргоса Персей обменялся с ним царством. По другим, отец Анаксагора и Ифианиры. Убил Персея в отместку за смерть своего отца. Убит Абантом, мстившим за смерть Линкея.